# Weber Manga
Weber Maganhoto Júnior (São Bernardo do Campo, 04 de Maio de 1972), conhecido como Weber Manga, é um político brasileiro⁣⁣ filiado ao Republicanos. Formado em marketing pela faculdade ESAMC de Sorocaba e pós-graduado em Gestão de Casas Legislativas, atuava como servidor público efetivo na Câmara Municipal de Sorocaba, desempenhando o cargo técnico de operador de áudio. Ele assumiu essa função por concurso público entre 2015 e 2016 e, posteriormente, foi promovido à posição de Diretor de Divisão de Apoio Interno, na qual permaneceu até 2024, quando se licenciou para dedicar-se à campanha eleitoral em Votorantim.
Em 2023 assumiu a presidência do diretório municipal do Republicanos em Votorantim e, nas eleições de outubro de 2024, foi eleito prefeito da cidade com 24,71 % dos votos (14.826 votos válidos).

## Biografia
Weber Maganhato Júnior nasceu em 4 de maio de 1972, em São Bernardo do Campo (SP), mas cresceu em Votorantim, para onde se mudou ainda na infância. Durante a adolescência, estudou no SENAI e trabalhou na área industrial, atuando como mecânico geral, ferramenteiro e projetista mecânico em empresas do setor. Essa experiência técnica fez parte de sua formação profissional antes de sua atuação pública.
Posteriormente, concluiu graduação em Marketing pela ESAMC Sorocaba e realizou pós-graduação em Gestão de Casas Legislativas. Antes de ingressar na política, trabalhou como servidor público na Câmara Municipal de Sorocaba, ocupando cargos técnicos como operador de áudio e diretor de apoio interno. É casado com Janete Ribeiro e mantém uma relação familiar próxima, sendo irmão de Rodrigo Maganhato, também político, prefeito da cidade vizinha, Sorocaba.

## Vida Politica
Filiou-se ao Republicanos em maio de 2023 e assumiu a presidência do diretório municipal do partido em Votorantim. Em sua primeira candidatura nas eleições municipais de 2024, Weber disputou a Prefeitura pela coligação “A Verdadeira Mudança” (Republicanos, Mobiliza e Democracia Cristã). Durante a campanha, teve apoio importante do irmão Rodrigo Maganhato, prefeito de Sorocaba, que participou de eventos e divulgou a candidatura na região, reforçando a imagem da família na política local. Weber apresentou propostas focadas em saúde, educação e infraestrutura.
Em 1º de janeiro de 2025, Weber Manga tomou posse como prefeito de Votorantim, eleito com 24,71% dos votos válidos (14.826 votos). Na cerimônia, destacou a importância de uma gestão humanizada e diálogo aberto com a população e vereadores eleitos. O apoio do irmão Rodrigo foi destacado como elemento que fortaleceu a coordenação política regional entre Votorantim e Sorocaba.

### Prefeito de Votorantim (2025–atualidade)
Desde que assumiu a Prefeitura de Votorantim em janeiro de 2025, Weber Manga iniciou sua gestão com medidas voltadas à aproximação com a população e reorganização administrativa. Entre as primeiras ações, implantou o programa “Quinta com o Prefeito”, criado para realizar atendimentos diretos aos cidadãos com apoio das secretarias municipais e entidades parceiras. Segundo dados oficiais, mais de 400 atendimentos foram registrados na primeira edição da iniciativa. Em paralelo, a nova gestão relatou dificuldades financeiras no início do mandato, incluindo um déficit de aproximadamente R$ 6 milhões, o que levou à revisão de contratos e contenção de gastos, conforme divulgado pela própria administração municipal.
No âmbito político, o prefeito enfrentou um pedido de abertura de processo de cassação apresentado à Câmara Municipal, que foi rejeitado, por 8 votos a 1, pelos vereadores durante sessão ordinária em maio. O pedido foi protocolado por um munícipe e a denúncia, baseada em gravação divulgada pelo vereador Gaguinho (PMB), acusa o secretário de Governo, Roberto Bellini Martins, de oferecer R$ 2.000 mensais a vereadores em troca de apoio político, afirmação que incluiria o conhecimento do prefeito.
Na mesma ocasião, o Legislativo aprovou uma moção de repúdio à instalação de novos pedágios em rodovias da região, demonstrando que a atuação da gestão também envolve debates institucionais e posicionamentos frente a temas regionais

## Eleições municipais de 2024
Nas eleições municipais de 2024 em Votorantim, Weber Manga, foi eleito prefeito com 14.826 votos, o que representou 24,71% dos votos válidos. O pleito contou com sete candidatos e não teve segundo turno, pois Votorantim possui menos de 200 mil eleitores. A eleição foi marcada por forte abstenção, a cidade tinha, em outubro de 2024, 93.146 eleitores aptos, porém o numero de votantes foi de 67.247, totalizando 25.899 abstenções, representando cerca de 27,8% do eleitorado. Weber venceu por margem estreita, com pequena diferença em relação aos outros concorrentes, refletindo um cenário eleitoral fragmentado e competitivo.

### Dados da Eleição Municipal de Votorantim em 2024[6]:
- Eleitores aptos: 93.146
- Votos totais (comparecimento): 67.247 (72,20% dos eleitores aptos)
- Votos válidos: 59.989 (89,21% do comparecimento)
- Votos brancos: 3.569 (5,31% do comparecimento)
- Votos nulos: 3.689  (5,49% do comparecimento)
- Abstenções: 25.899 (27,80% dos eleitores aptos)

| Candidato               | Partido      | Votos  | % sobre Eleitores Aptos (93.146) | % sobre Votos Válidos (59.989) |
| ----------------------- | ------------ | ------ | -------------------------------- | ------------------------------ |
| Weber Manga             | Republicanos | 14.826 | 15,91 %                          | 24,71 %                        |
| Pivetta                 | PSB          | 13.276 | 14,25 %                          | 22,13 %                        |
| Mauro dos Materiais     | PL           | 9.485  | 10,18 %                          | 15,81 %                        |
| Fabíola                 | PSDB         | 8.192  | 8,80 %                           | 13,65 %                        |
| Professor Luciano Silva | Podemos      | 7.248  | 7,78 %                           | 12,08 %                        |
| Marcão Papeleiro        | PT           | 3.717  | 3,99 %                           | 6,20 %                         |
| Fernando Oliveira       | NOVO         | 3.245  | 3,48 %                           | 5,41 %                         |